# Most Portowy w Szczecinie
Most Portowy – szczeciński most nad Parnicą. Znajduje się na głównej trasie wylotowej z miasta (DK10), łącząc ul. Energetyków na Łasztowni z prowadzącą w kierunku Dąbia ul. Gdańską.
Pod koniec XIII wieku w miejscu obecnego mostu znajdowała się grobla. W późniejszym okresie w jej miejscu wzniesiono drewniany most z przepustem dla statków. Z powodu nietrwałej konstrukcji był on wielokrotnie zastępowany nowym mostem. W 1833 r. przez firmę J. Gollnow & Sohn został wzniesiony jednoramienny most zwodzony o długości 200 m.
Most został zniszczony w 1945 r., zastąpiono go mostem tymczasowym typu Baileyowskiego.
Na początku lat 60. XX w. wzniesiono nowy most.